# Brensbach (gmina)
Brensbach – miejscowość i gmina w Niemczech, w kraju związkowym Hesja, w rejencji Darmstadt, w powiecie Odenwald, 30 czerwca 2015 liczyła 5032 mieszkańców.